# Armadillidium portofinense
Armadillidium portofinense är en kräftdjursart som beskrevs av Karl Wilhelm Verhoeff 1908. Armadillidium portofinense ingår i släktet Armadillidium och familjen klotgråsuggor. Inga underarter finns listade i Catalogue of Life.